# Gasteria carinata var. carinata
Gasteria carinata var. carinata, una variedad de Gasteria carinata, es una  planta suculenta perteneciente a la familia Xanthorrhoeaceae. Es originaria de Sudáfrica.

## Descripción
Es una planta herbácea perennifolia, suculenta con tallo con hojas de 2 a 5 cm de largo, las hojas, en número de 15-18, están dispuestas en una roseta densa múltiple, y son lanceoladas, de color verde suave y oscuro, con abundante y pequeñas manchas blancas. La inflorescencia en forma de racimo simple, con brácteas pequeñas, lanceoladas.

## Taxonomía
Gasteria carinata var. carinata publicación desconocida
Sinonimia
- Lista de sinónimos[5]